# سیارک ۲۴۹۶۲
سیارک ۲۴۹۶۲ (به انگلیسی: 24962 Kenjitoba، نامگذاری:1997UX8) بیست و چهار هزار و نهصد و شصت و دومین سیارک کشف شده‌است که در ۲۷ اکتبر ۱۹۹۷ کشف شد.
قدر مطلق سیارک برابر ۲۴.۵ است.